# 楊士弘 (元朝)
楊士弘（？—？），一作宏，字伯謙 ，襄城（今河南省襄城縣）人，寓臨江（今江西省），元朝作家，喜好唐詩，選編《唐音》，著有《鑒池春草集》。

## 生平
元統三年（1335年），楊士弘開始編篡《唐音》，至正四年（1344年）成書，全書共十五卷，收錄一千三百四十首唐詩，分為始音、正音、遺響。李白、杜甫、韓愈三家的詩因為在當時已多有全集，所以沒有收錄。

## 相關考證
《新元史》將楊士弘勘誤為襄陽人，根據《元史·地理志》，元朝的襄陽隸河南江北等處行中書省襄陽路。至元十年，更襄陽府為散府。十一年改襄陽府為總管府。明朝襄陽屬湖廣布政司。據此，楊士弘如果是元朝的襄陽人，則會是現今湖北襄陽人，顯然不合實際。
《唐音》成書時，楊士弘在這年八月朔日為該書寫的序文作：襄城楊士弘謹志。

## 評價
- 李東陽：選唐詩者，惟楊士弘《唐音》為庶幾。《懷麓堂詩話》
- 《唐詩品彚》：襄城楊伯謙氏唐音集頗能別體製之，始終審音律之正變，可謂得唐人之三尺矣。

## 外部連結
- 中國哲學書電子化計劃《懷麓堂詩話》
- 中國哲學書電子化計劃《諧聲補逸》